# Chunga's Revenge
Chunga's Revenge è il terzo album di Frank Zappa pubblicato il 23 ottobre 1970. Il disco raggiunse la terza posizione nella classifica dei più venduti nei Paesi Bassi e il 15º posto nella classifica degli album più venduti in Italia, risultando come 52º tra gli LP più acquistati nel 1971.

## Il Disco
Questo lavoro rappresenta l'inizio di una fase molto controversa nella carriera di Zappa, dividendo i fan tra odio e amore. Chunga's Revenge rappresenta uno spostamento sia dallo stile satirico dei dischi degli anni sessanta con The Mothers of Invention, che dal jazz fusion di Hot Rats.
Il materiale presente su Chunga's Revenge è, come sempre, di difficile categorizzazione; sono presenti due jam in cui a prevalere è la chitarra (Transylvania Boogie e la title track), una canzone con forti richiami al blues (Road Ladies), un interludio jazz (Twenty Small Cigars, che venne registrata nella sessione di Hot Rats), un live d'improvvisazione d'avanguardia (The Nancy and Mary Music, che in realtà è un estratto di King Kong) ed i classici esperimenti demenziali (Tell Me You Love Me, Would You Go All the Way?, Rudy Wants to Buy Yez a Drink, Sharleena). Le tracce cantate sono tutte incentrate sul sesso e/o sulle groupie, e, come Zappa scrisse sulle note del vinile, sono un'anteprima del film/album 200 Motels.

## Tracce
Testi e musiche di Frank Zappa.
1. Transylvania Boogie – 5:01
2. Road Ladies – 4:10
3. Twenty Small Cigars – 2:17
4. The Nancy and Mary Music – 9:27
5. Tell Me You Love Me – 2:33
6. Would You Go All the Way? – 2:29
7. Chunga's Revenge – 6:15
8. The Clap – 1:23
9. Rudy Wants to Buy Yez a Drink – 2:44
10. Sharleena – 4:04

## Formazione
- Frank Zappa – chitarra, clavicembalo, tom-tom, voce, condor
- Max Bennett – basso
- George Duke – organo, trombone, pianoforte, effetti, voce
- Aynsley Dunbar – batteria, tamburello
- John Guerin – batteria
- Don "Sugarcane" Harris – violino
- Howard Kaylan – voce
- The Phlorescent Leech & Eddie – voce
- Jeff Simmons – basso, voce
- Ian Underwood – organo, chitarra, pianoforte, sassofono alto, sassofono tenore

## Reinterpretazioni
- La title track è stata reinterpretata dai Gotan Project nell'album La revancha del tango.